# Нікоріма Те Міха
Нікоріма Те Міха (англ. Nikorima Te Miha, нар. 1 січня 1980) — футболіст Островів Кука, який грав на позиції нападника у клубах Островів Кука та збірній Островів Кука з футболу.

## Клубна кар'єра
Нікоріма Те Міха розпочав виступи на футбольних полях у клубі Островів Кука «Пуаїкура» у 1997 році, у складі якого грав до 2011 року. На початку 2012 року перейшов до складу клубу «Тупапа Мараеренга», у складі якого став у цьому році чемпіоном Островів Кука, та в цьому ж році завершив виступи на футбольних полях.

## Виступи за збірну
у 1998 році Нікоріма Те Міха дебютував у складі збірної Островів Кука з футболу. У складі збірної футболіст брав участь у фінальних турнірах Кубка націй ОФК 1998 року та Кубка націй ОФК 2000 року. У складі збірної грав до 2011 року, зіграв у складі збірної 11 матчів, у яких відзначився 1 забитим м'ячем.